# 貝胡科 (查梅區)
貝胡科（西班牙語：Bejuco），是巴拿馬的城鎮，位於該國中東部，由西巴拿馬省的查梅區負責管轄，面積59.6平方公里，海拔高度24米，2010年人口5,548，人口密度每平方公里93.1人。